# Талар
Талар (лат. tunica talaris — платье длиной до пят) — так в старину в Западной Европе называлось одеяние католического духовенства, а затем и одежда протестантских пасторов, судей и др. Талар в противоположность альбе всегда был чёрного цвета. Талар всегда носился с беффхеном.